# Gyula Horn

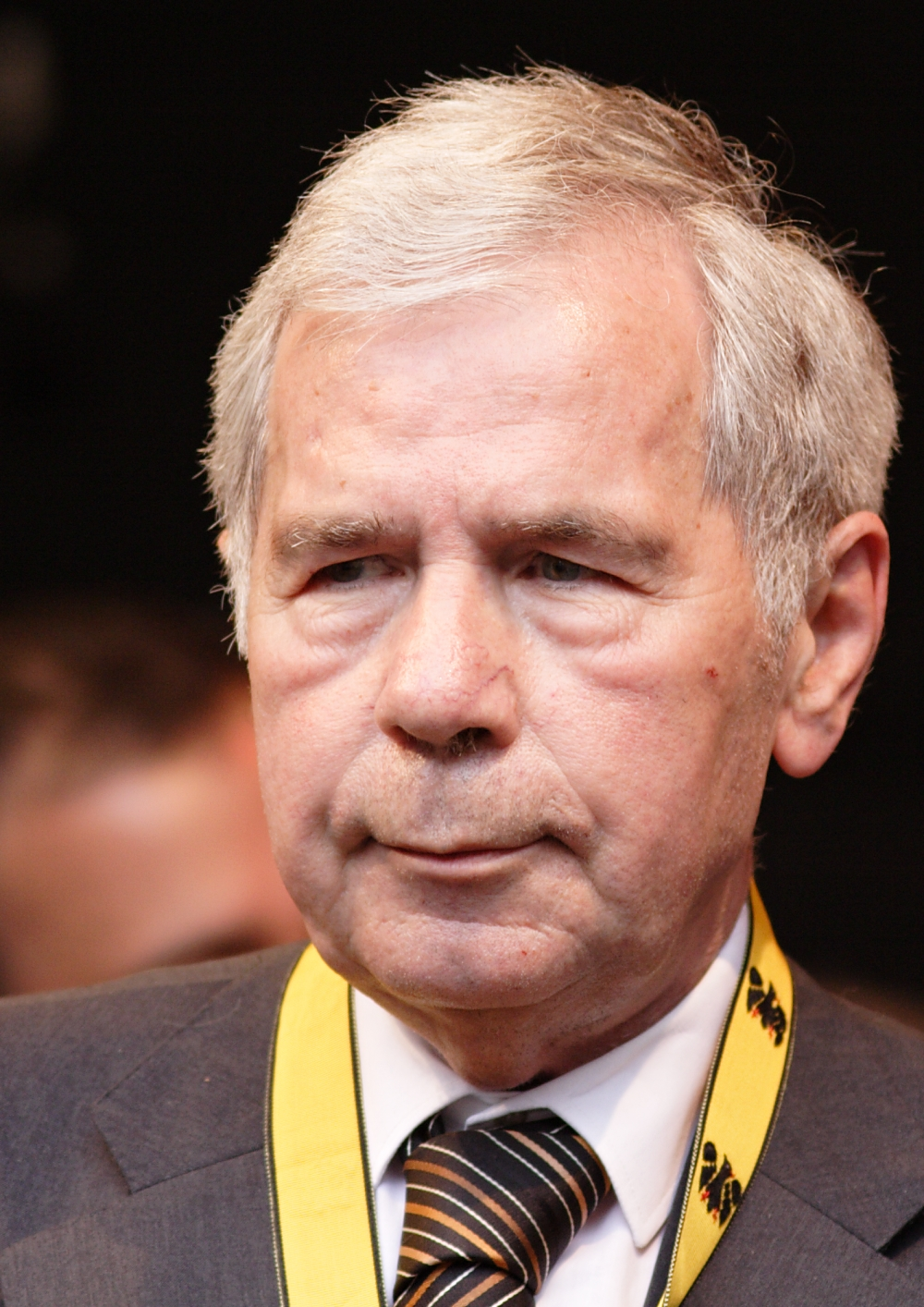
Gyula Horn (2007)

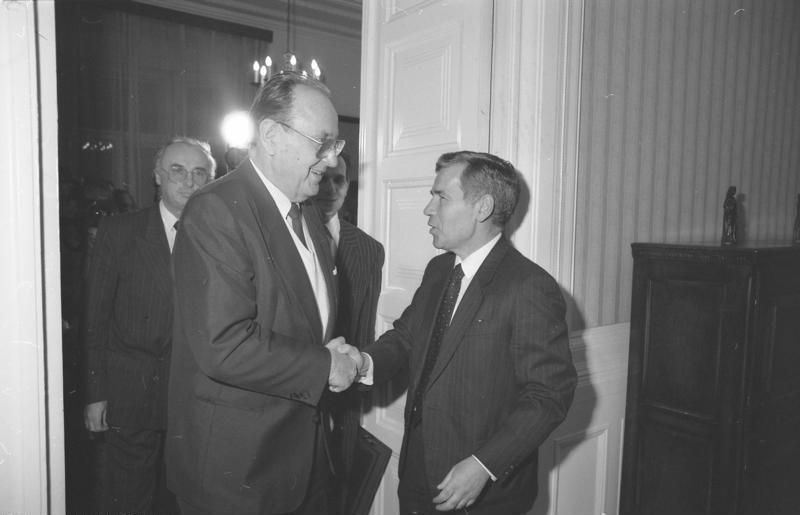
Treffen der Außenminister Genscher (links) und Gyula Horn (rechts) in Ungarn (1989)

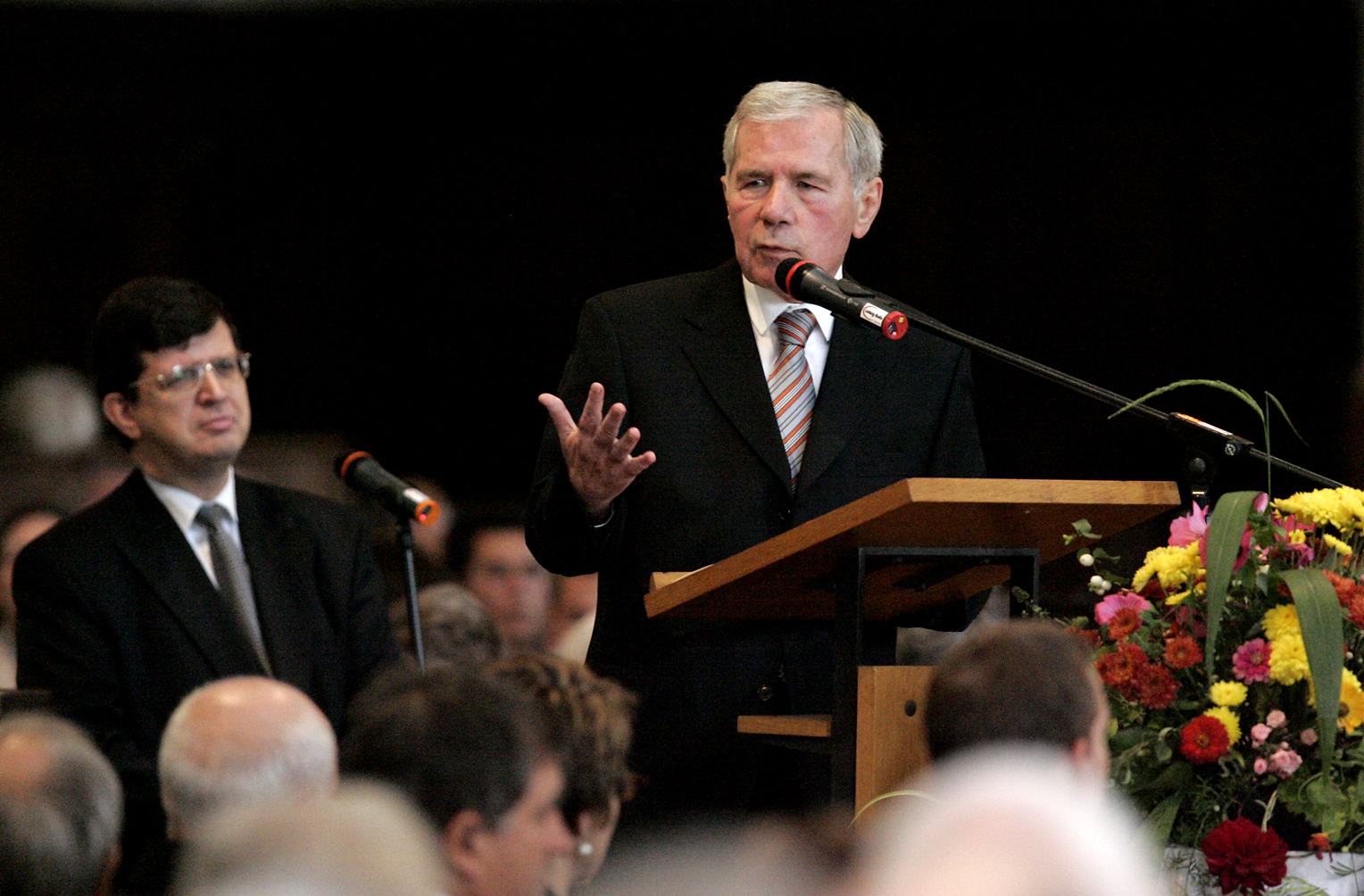
Gyula Horn bei der Verleihung des Memminger Freiheitspreises 1525 (2005)

Gyula Horn [ˈɟulɒ ˈhorn] (* 5. Juli 1932 in Budapest; † 19. Juni 2013 ebenda) war ein ungarischer Politiker. Er war 1989/1990 Außenminister und von 1994 bis 1998 Ministerpräsident seines Landes. International bekannt wurde Gyula Horn 1989 durch die Öffnung des Eisernen Vorhangs.

## Ausbildung
Nach einer Mechanikerlehre bei Siemens in Budapest von 1946 bis 1949 studierte er von 1949 bis 1954 an der Hochschule für Finanzen in Rostow (Sowjetunion).

## Berufliche und politische Laufbahn
Nach dem Studium bekleidete Horn bis 1959 verschiedene Posten im ungarischen Finanzministerium. Beim Ungarischen Volksaufstand beteiligte er sich 1956 als Mitglied der „Steppjackenbrigade“ (ungarisch pufajkások) an der Verfolgung Aufständischer. Die Brigade wurde zur Durchführung der Säuberungswellen nach dem Aufstand eingesetzt.
Horn wechselte 1959 in den diplomatischen Dienst des Außenministeriums, wo er von 1969 bis 1982 Mitarbeiter, ab 1974 stellvertretender Leiter der Abteilung für auswärtige Angelegenheiten beim ZK der MSZMP (Magyar Szocialista Munkáspárt) war. 1982 stieg er zum Leiter dieser Abteilung auf und wurde 1985 Staatssekretär des Äußeren.
1989 wurde Horn im Kabinett von Ministerpräsident Miklós Németh Außenminister Ungarns. Am 18. April 1989 hatte Ungarn begonnen, die Grenzzäune zu Österreich abzubauen. Am 13. Juni begannen die Gespräche am Runden Tisch in Ungarn. Am 27. Juni durchschnitten Horn und sein österreichischer Amtskollegen Alois Mock den Grenzzaun in einem symbolischen Akt gemeinsam. Am 19. August 1989 fand mit ungarischer Billigung das Paneuropäische Picknick statt, bei dem einige hundert DDR-Bürger nach Österreich gelangten. Dies ermutigte in den Wochen darauf tausende weitere DDR-Bürger, gleiches an der Grenze Österreichs ebenfalls zu versuchen; Tausende reisten dafür aus der DDR an. Dazu verkündete Horn am 10. September im ungarischen Fernsehen, dass Ungarn den vielen DDR-Bürgern, die sich im Land aufhielten, die Ausreise gestatten werde; die Grenze nach Österreich werde geöffnet. Zwei Monate später fiel die Berliner Mauer und bald darauf wurden auch die innerdeutsche Grenze und die Grenze zwischen Deutschland und der Tschechoslowakei geöffnet. Die ideologische Teilung Europas wurde schließlich überwunden, nachdem es dann in allen mitteleuropäischen Staaten zu den Revolutionen von 1989 kam, der Ostblock zerfiel, der Warschauer Pakt und Ende 1991 die Sowjetunion sich auflösten.
Nach der Abwahl von Ministerpräsident Miklós Németh (23. Mai 1990) wurde Horn Abgeordneter im ungarischen Parlament und Parteivorsitzender der Ungarischen Sozialistischen Partei (MSZP). Von 1994 bis 1998 war er ungarischer Ministerpräsident. Seine Ministerpräsidentschaft war von radikalen Wirtschaftsreformen (vgl. Bokros-Paket) geprägt.

## Positionen und Ehrungen
In einem Interview mit der deutschen Zeitschrift Superillu sagte Horn 1999 auf die Frage, warum er mit dem Kommunismus gebrochen habe: „Das war ein langer Prozess. Dabei haben deutsche Politiker eine große Rolle gespielt. Wir hatten als erstes Ostblock-Land ab 1974 enge Kontakte zur SPD und anderen westeuropäischen sozialdemokratischen Parteien. Wir studierten, wie die soziale Marktwirtschaft und die Demokratie in der Praxis funktionieren. Und haben erkannt, dass das, was in Ungarn geschah, dem Land nicht nützt, nicht zum Aufschwung führt.“
In Wertheim am Main (Baden-Württemberg) gibt es seit 2001 eine nach ihm benannte Straße, obwohl in Deutschland nur selten Straßen nach noch lebenden Personen benannt werden.
Im Jahr 2003 war Gyula Horn einer der Mitgründer des von Michail Gorbatschow initiierten World Political Forum.
Mit Verweis auf Horns Teilnahme an den Steppjackenbrigaden nach dem Aufstand von 1956 verweigerte Präsident László Sólyom ihm 2007 die Verleihung des Großen Ungarischen Verdienstkreuzes anlässlich seines 75. Geburtstags.

## Krankheit und Tod
Nach den Feiern zu seinem 75. Geburtstag im Sommer 2007 erlitt Gyula Horn einen Zusammenbruch und wurde in einem Budapester Militärkrankenhaus behandelt. Nach sechsjähriger Behandlung starb er im Juni 2013 in einem staatlichen Gesundheitszentrum. Horn wurde in Budapest auf dem Kerepesi temető (deutsch Kerepescher Friedhof) beigesetzt.

## Auszeichnungen
- 1990: Karlspreis der Stadt Aachen
- 1990: Bundesverdienstkreuz aus der Hand des damaligen Bundesaußenministers Hans-Dietrich Genscher
- 1990: Stresemann-Medaille in Gold der Stresemann-Gesellschaft e. V.
- 1992: Humanitärer Preis der deutschen Freimaurer
- 1992: Schärfste Klinge der Stadt Solingen
- 1995: Das Glas der Vernunft der Stadt Kassel
- 2004: Goldene Henne  für das politische Lebenswerk, Medienpreis von  Superillu und Mitteldeutscher Rundfunk, gemeinsam mit Bärbel Bohley und Christian Führer
- 2005: Großes Goldenes Ehrenzeichen am Bande für Verdienste um die Republik Österreich[10]
- 2005: Courage-Preis der Stadt Bad Iburg
- 2005: Memminger Freiheitspreis 1525